# جيرهارد هوفمان (طيار بطل)
جيرهارد هوفمان (بالألمانية: Gerhard Hoffmann)‏ هو طيار بطل ألماني، ولد في 6 نوفمبر 1919 في Nieden ‏ في ألمانيا، وتوفي في 17 أبريل 1945 في فروتسواف في بولندا.